# Бесуйен, Висенте
Висе́нте Андре́с Фели́пе Федери́ко Бесуйен (нидерл. Vicente Andrés Felipe Federico Besuijen; род. 10 апреля 2001, Богота) — нидерландский футболист, нападающий шотландского клуба «Абердин».

## Клубная карьера
Бесуйен — воспитанник клубов «Алсмер», РКСВ, «Аякс», «Волендам» и итальянской «Ромы». В 2020 году Висенте вернулся на родину, подписав контракт с АДО Ден Хааг. 20 сентября в матче против «Гронингена» он дебютировал в Эредивизи. 12 декабря в поединке против «Эммена» Висенте забил свой первый гол за АДО Ден Хааг. По итогам сезона клуб вылетел из элиты, но Бесуйен остался в команде. 8 августа 2021 года в поединке против дублёров «Аякса» он дебютировал в Эрстедивизи. 
В начале 2022 года Бесуйен перешёл в шотландский «Абердин». подписав контракт на 4,5 года. 1 февраля в матче против «Росс Каунти» он дебютировал в шотландской Премьер-лиге. 19 февраля в поединке против «Мотеруэлла» Висенте забил свой первый гол за «Абердин».